# ウルトラトップ40
ウルトラトップ40シングルス (Ultratop 40 singles) はベルギーのフランス語圏（ワロン地域とブリュッセルの一部）で最も売れているシングルの週間チャート。単にウルトラトップ40 とも言う。フランデレン地域にも同様の「ウルトラトップ50」がある。いずれのチャートもウルトラトップが集計・発表する。全英シングルチャートと同様に、約500の小売店と合法的ダウンロード販売における消費者向け販売数に基づいてウルトラトップのチャートは作られる。現在は GfK がチャートの市場調査を担当している。このチャートは Radio Contact が毎週日曜日の12時から14時の間に発表する。ウルトラトップ・チャートの視聴者数を、様々なラジオ・テレビに関して合算すると、週あたり200万人を超える。2005年にはチャートの10周年記念本が刊行され、それまでの全 15,282 本のシングルと 5,882 組のアーティストが掲載された。